# Jegindø Kirke
Jegindø Kirke ligger på Jegindø. Kirken blev indviet 22. juni 1919 af biskop Christian Ludwigs fra Ålborg. Den afløste en ældre kirke, der blev opført i slutningen af 1100-tallet. Den ældre kirke målte i længden kun lidt over 10 meter indtil 1883, hvor skibet blev udvidet med lidt over fire meter mod vest. 21. april 1918 blev den gamle kirke imidlertid brugt for sidste gang, og 10. juni samme år blev grundstenen lagt til den nye kirke. Af den gamle kirke er er kun koret bevaret som sakristi i den nye kirke.
En del af inventaret stammer dog fra den ældre kirke. Således er pulpituret ved orgelet fra 1647, prædikestolen fra 1640 og altertavlen fra 1598. De fire pyramidespir øverst på altertavlen stammer dog fra begyndelsen af 1700-tallet, og maleriet i midtfeltet af korsfæstelsen stammer fra 1880. Teksterne på altertavlen er fra 1750, og malerierne på fløjene stammer fra pietismens tid.
Døbefonten er af granit og var oprindelig forsynet med en træfod, der dog i 1919 blev afløst af en granitsokkel. Dåbsfadet er fra Nürnberg og fra ca. 1575. Det blev foræret til kirken i 1667 af "hr. Povl", der var sognepræst og rektor ved latinskolen i Lemvig.
Kirkens hvælvinger er dekoreret med kalkmalerier, der blev udført af en kunstmaler ved navn Steller og malermester J.L. Jensen fra Uglev. Votivskibet er en model af fregatten Dannebrog og blev i julen 1894 foræret til kirken af lærer A.N. Penderup i Tilsted.
De to kirkeklokker stammer fra henholdsvis 1463 og 1947. Den ældste klokke hang oprindeligt i et klokkehus (et sådan blev tømret 1613), fra 1873 i en klokkestabel og endelig i en klokkekam på den gamle kirkes vestgavl fra 1883. Den nye kirke fra 1919 blev forsynet med et tårn, hvor de to klokker hænger i dag.